# Соча (Бовец)
Соча (словен. Soča) — розсіяне поселення на річці Соча в общині Бовець, Регіон Горишка, Словенія. Висота над рівнем моря: 491,6 м.